# برزسکو
برزسکو (به چکی: Březsko) یک منطقهٔ مسکونی در جمهوری چک است که در ناحیه پروستییوو واقع شده‌است. برزسکو ۴٫۰۴ کیلومتر مربع مساحت و ۲۳۸ نفر جمعیت دارد و ۵۱۰ متر بالاتر از سطح دریا واقع شده‌است.